# Sivacrypticus bremeri
Sivacrypticus bremeri is een keversoort uit de familie Archeocrypticidae. De wetenschappelijke naam van de soort is voor het eerst geldig gepubliceerd in 1981 door Kaszab.